# Papa Alessandro III
Alessandro III, nato Rolando Bandinelli (Siena, 1100 circa – Civita Castellana, 30 agosto 1181), è stato il 170º papa della Chiesa cattolica dal 1159 alla sua morte.
Fu in suo onore che, nel 1168, venne fondata la città di Alessandria nei pressi della confluenza del fiume Bormida nel fiume Tanaro, con funzione anti-imperiale, per tenere a freno il marchese di Monferrato e il marchese di Pavia, alleati di Federico Barbarossa.

## Biografia

### Formazione e carriera ecclesiastica
Nato a Siena da Ranuccio Bandinelli, si addottorò a Bologna in diritto canonico. Contrariamente a quanto sostenuto a lungo dalla storiografia, magister Rolandus, canonista bolognese, non è più identificabile con Rolando Bandinelli.
Canonico regolare a Pisa e poi in San Giovanni in Laterano, nell'ottobre 1150 papa Eugenio III lo nominò cardinale diacono dei SS. Cosma e Damiano; in seguito divenne cardinale presbitero di San Marco. Nel 1153 divenne Cancelliere della Chiesa di Roma. Nel 1157 fu inviato a Besançon per chiedere a Federico Barbarossa di rimettere in libertà il vescovo Esquilo di Lund, il quale, tornando in patria da Roma, era stato derubato ed imprigionato da parte di cavalieri imperiali. Il Bandinelli consegnò all'imperatore una lettera firmata dal papa, in cui Adriano IV ricordava tutti i favori concessi all'imperatore.
In questa circostanza il Bandinelli, per confermare la superiorità papale sull'imperatore, pronunciò la frase:
Secondo tradizione, il 18 novembre 1179 consacrò la pietra angolare della cattedrale di Siena.
Conclavi
Durante il suo periodo di cardinalato Rolando Bandinelli partecipò a tre conclavi:
- conclave del 1153, che elesse papa Anastasio IV
- conclave del 1154, che elesse papa Adriano IV
- conclave del 1159, che diede luogo ad una duplice elezione: quella dello stesso Bandinelli che prese il nome di Alessandro III, e quella del cardinale Ottaviano de' Monticelli, che prese il nome di Vittore IV, considerato poi antipapa.

### Il pontificato

#### Contrapposizione con tre antipapi

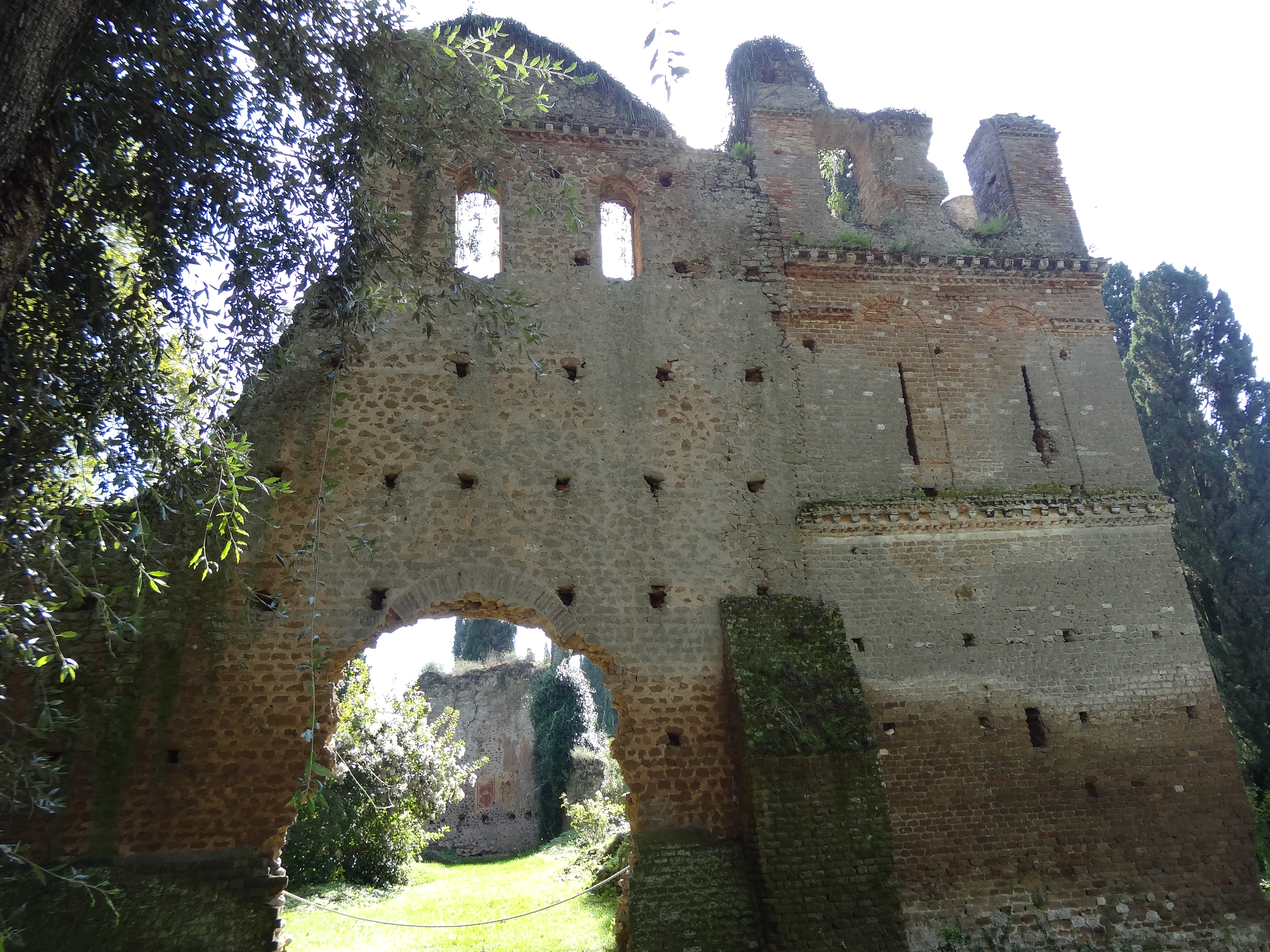
I resti della chiesa dove Alessandro III fu consacrato, nel Giardino di Ninfa, a Cisterna di Latina.

Il 7 settembre 1159 i cardinali elettori riuniti in conclave lo scelsero a grande maggioranza come successore di papa Adriano IV; una minoranza dei cardinali invece elesse il cardinale Ottaviano dei Crescenzi Ottaviani, che assunse il nome di Vittore IV.
Cacciato dalla città di Roma, che desiderava essere un comune libero, Alessandro III fuggì nel basso Lazio. La sua consacrazione avvenne nel 1160 a Ninfa, città posta al confine con il Regno di Sicilia (istituito nel 1130 da Ruggero II d'Altavilla). Dopo aver comunicato la sua consacrazione alle diocesi principali, lanciò la scomunica contro l'imperatore e Vittore IV. Successivamente si trasferì in Francia, dove visse dal 1162 fino al 23 novembre 1165; si rifugiò per un periodo sull'Isola Gallinara di Albenga, dove venne protetto dai monaci benedettini che lì avevano una sede, per questo successivamente diede al monastero l'autonomia e lo mise sotto la protezione della Santa Sede. Nel 1167 fu di nuovo in Italia, dapprima a Gaeta, poi a Benevento, Anagni e infine Venezia.
Vittore IV antipapa, e i suoi successori Pasquale III (1164-1168) e Callisto III (1168-1178), godevano dell'appoggio imperiale. Alessandro si alleò con i Comuni, in lotta contro Federico Barbarossa, perché questi, disubbidendo agli accordi di Worms (1122), mirava ad una politica di intervento e di predominio anche sulla Chiesa.

La battaglia di Legnano (1176) segnò la definitiva sconfitta dell'imperatore tedesco. Con la Pace di Venezia del 1177 Federico si riconciliò con il papa. L'imperatore si sottomise al volere di Alessandro III e promise di riconoscere il trattato di Worms, per quanto concerneva i rapporti tra Impero e Papato. Come contropartita, il pontefice gli revocò la scomunica.
Dopo la pace di Venezia Alessandro III riconosce l'indipendenza della Repubblica di Ancona (Comunitas Anconæ), che aveva con tanta tenacia resistito al Barbarossa nel 1173; la città in cambio riconobbe al papa il diritto alla riscossione di un censo annuo. Il 12 marzo 1178 Alessandro ritornò finalmente a Roma.

#### Governo della Chiesa e relazioni con i regni cristiani
Nel marzo 1179 Alessandro tenne il terzo concilio Laterano, enumerato dalla Chiesa come l'undicesimo concilio ecumenico. I suoi atti accolgono diverse delle proposte del Papa per il miglioramento delle condizioni della Chiesa, tra di esse la norma - tuttora in vigore - che richiede che nessuno possa essere eletto papa senza il voto di almeno due terzi dei cardinali. Questo decreto istituì per la prima volta dall'età antica una vera e propria elezione secondo il principio di maggioranza, invece delle acclamazioni che avevano determinato fino allora l'accesso al trono di papi, re ed imperatori.
Questo sinodo segna il vertice del potere di Alessandro. Oltre a mettere in scacco il Barbarossa (ripetendo l'episodio di Canossa), egli umiliò Enrico II d'Inghilterra sul caso di Tommaso Becket, confermò l'indipendenza del regno del Portogallo sotto il sovrano Alfonso I del Portogallo mediante la bolla Manifestis Probatum del 1179 (con la quale venivano confermati i termini del trattato di Zamora del 1143) e, durante gli anni dell'esilio, godette del favore e della protezione di Luigi VII di Francia.
 Pose inoltre fuorilegge gli albigesi.
Nel 1181 Alessandro scomunicò Guglielmo I di Scozia e pose il suo regno sotto interdetto. Fu promotore, tra l'altro, della superiorità dell'autorità papale sull'intera cristianità e sullo stesso imperatore ('plenitudo potestatis'); linea già adottata, in passato, da Gregorio VII.

#### Altri decreti

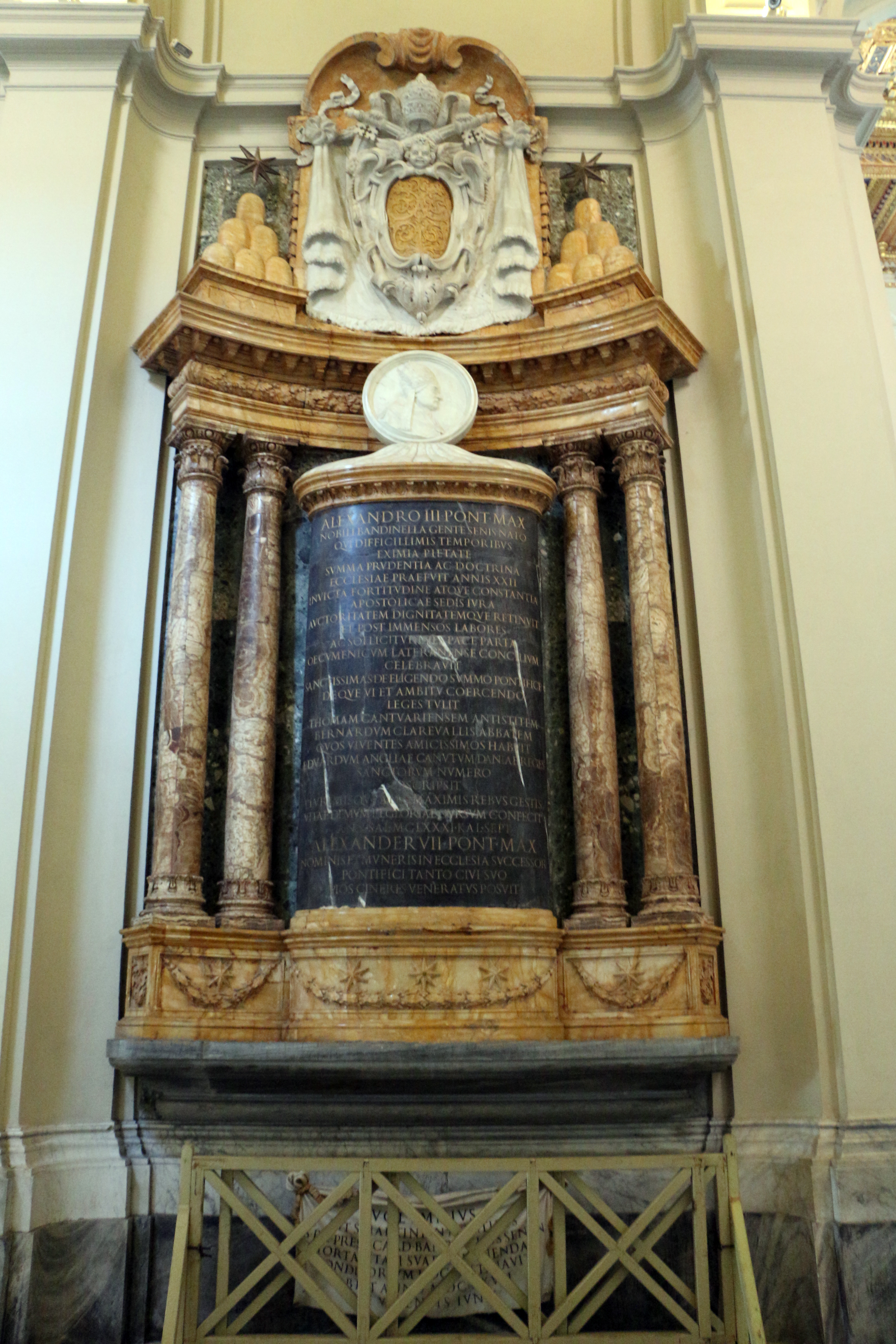
Monumento sepolcrale di papa Alessandro III in San Giovanni in Laterano

Nel 1170 Alessandro III decretò che fosse scomunicato chi non avesse pagato la decima in anticipo nei territori del Patrimonium Sancti Petri. La decima riguardava ad esempio i mulini, le valli da pesca, il fieno, la lana, le api e doveva essere pagata prima del ricavo derivante dalla vendita del prodotto.

#### Deposizione dell'antipapa Innocenzo III
Nel 1179, poco dopo la chiusura del concilio Lateranense, la repubblica romana costrinse Alessandro a lasciare la città, nella quale non fece più ritorno; e il 29 settembre 1179, alcuni nobili insediarono l'antipapa Innocenzo III. Tramite un uso accorto delle sue enormi ricchezze, comunque, Alessandro riuscì a tenerlo in suo potere, tanto che ne ottenne la deposizione nel 1180.
Alessandro III morì a Civita Castellana, il 30 agosto 1181.

## Concistori per la creazione di nuovi cardinali
Papa Alessandro III durante il suo pontificato ha creato 68 cardinali nel corso di 15 distinti concistori.

## Alessandro III nelle arti

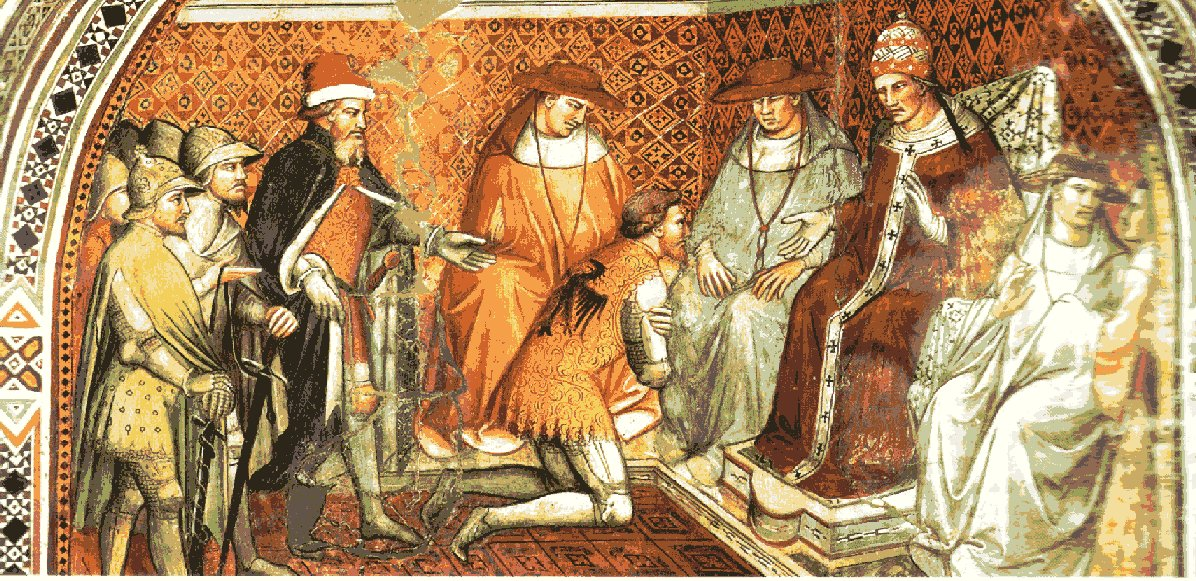
Il Barbarossa si sottomette all'autorità di Alessandro III - Palazzo Pubblico di Siena

Ad Alessandro III è dedicato il ciclo di affreschi della Storia di Alessandro III realizzato da Spinello Aretino nel Palazzo Pubblico di Siena nel biennio 1407-1408.

## Genealogia episcopale e successione apostolica
La genealogia episcopale è:
- Papa Lucio III
- Papa Alessandro III

La successione apostolica è:
- Arcivescovo Pons d'Arsac (1162)
- Arcivescovo Jean de Bellesmains (1162)
- Vescovo Ingelram (1164)
- Arcivescovo Guichard di Pontigny, O.Cist. (1165)
- Cardinale Konrad von Wittelsbach (1165)
- Arcivescovo Pedro Suárez de Deza (1166)
- Cardinale Galdino della Sala (1166)
- Arcivescovo Richard of Dover (1174)
- Arcivescovo Dionisio da Teramo (1174)
- Cardinale Rolando, O.S.B. (1178)
- Cardinale Henri de Marsiac, O.Cist. (1179)